# Probfeld
Probfeld ist eine Siedlung im Donaumoos und ein Ortsteil der Gemeinde Karlskron im oberbayerischen Landkreis Neuburg-Schrobenhausen, (Bayern). 2009 hatte der Ort 136 Einwohner.

## Lage
Probfeld liegt im südöstlichen Randbereich des früheren Niedermoors Donaumoos, nahe dem schon außerhalb des Sumpfes gelegenen Dorf Pobenhausen, in der Region Ingolstadt. Der Ort wird durchquert durch die Verbindungsstraße von Pobenhausen nach Lichtenau und der Bahnlinie Ingolstadt–Augsburg. Der ehemalige Bahnhof von Pobenhausen befindet sich im Ortsgebiet.
Zur Kreisstadt Neuburg an der Donau sind es 20 km, nach Ingolstadt 15 Kilometer.

## Geschichte
Das Ortsgebiet von Probfeld war bis 1790 unberührte Moorlandschaft im unerschlossenen und unzugänglichen größten Niedermoor Süddeutschlands, dem Donaumoos. In den darauf folgenden Jahren ließ der neue, aus Mannheim stammende Landesherr Kurfürst Karl Theodor das Donaumoos entwässern und zu Ackerland kultivieren. Einen wichtigen Anteil an der Kultivierung und Besiedelung des neu gewonnenen Kulturraums hatte der ebenfalls aus der Pfalz stammende und von Karl Theodor an den Münchner Hof berufene kurfürstliche Forstkammerdirektor Johann Peter Kling.
Dieser stellte sich dieser Aufgabe aber nicht nur als Regierungsbeamter vom grünen Tisch aus, sondern erwarb selbst auf eigene Kosten zunächst 60 und kurz darauf weitere 40 Tagwerk entwässerten Moorbodens. Auf eigenem Grund begann er Anbauversuche durchzuführen, um den Kolonisten Beispiel und Hilfestellung zur praktischen landwirtschaftlichen Nutzung des neu gewonnenen Kulturlandes zu geben.
1802 errichtete er ein Hofgut als Versuchsbetrieb auf seinem erworbenen Land und nannte es Probfeld.
Im Ort erinnert heute der Straßenname Klingbauernhof an den Gründer der Siedlung.
Am 1. Mai 1978 kam Probfeld zusammen mit Pobenhausen infolge der Gebietsreform in Bayern zur Gemeinde Karlskron.

## Wirtschaft
Im Ort ansässig ist ein Logistikunternehmen, das sich hauptsächlich mit der Lagerung und dem Umschlag neuer Automobile der im benachbarten Ingolstadt ansässigen Audi AG beschäftigt.
Die Landwirtschaft, früher alleinige Erwerbsquelle, spielt heute eine untergeordnete Rolle.
Sie wird nur noch von wenigen Bewohnern im Vollerwerb betrieben.
Ein Großteil der Einwohner pendelt aus und ist überwiegend in den Industriebetrieben der Wirtschaftsregion Ingolstadt erwerbstätig.